# بهارات مسرانی
بهارات مسرانی (انگلیسی: Bharat Masrani؛ زادهٔ ۲۶ مهٔ ۱۹۵۶) کارآفرین، بازرگان و مدیر ارشد اجرایی هندی است، که در حال حاضر به‌عنوان مدیر عامل اجرایی تورنتو-دومینیون بانک فعالیت می‌کند. وی تابعیت کشورهای هند، کانادا، اوگاندا، بریتانیا و ایالات متحده آمریکا را دارا می‌باشد.